# دوري الدرجة الأولى الروماني 1928–29
دوري الدرجة الأولى الروماني 1928–29 (بالرومانية: Divizia A 1928-1929)‏ هو الموسم 17 من دوري الدرجة الأولى الروماني. أقيم بتاريخ 2 يونيو 1929، وأشرف على تنظيمه اتحاد رومانيا لكرة القدم، وكان عدد الأندية المشاركة فيه 12، وفاز فيه فينوس بوخارست.